# 207547 Charito
207547 Charito è un asteroide della fascia principale. Scoperto nel 2006, presenta un'orbita caratterizzata da un semiasse maggiore pari a 2,8514638 UA e da un'eccentricità di 0,0787073, inclinata di 2,85764° rispetto all'eclittica.